# Fiambalá
Fiambalá är en liten stad som ligger längs med floderna Abaucan och La Troya i departementet Tinogasta i västra delen av Catamarcaprovinsen, Argentina. Staden ligger ungefär 320 kilometer från provinsens huvudstad, San Fernando del Valle de Catamarca, på en höjd av drygt 1 500 meter över havet.

## Sport
Fiambalá var en av platserna som Dakarrallyt gick genom under 2009 och 2010. Rallyt kom inte till staden under 2011, men är tillbaka med bivack 2012.

## Galleri

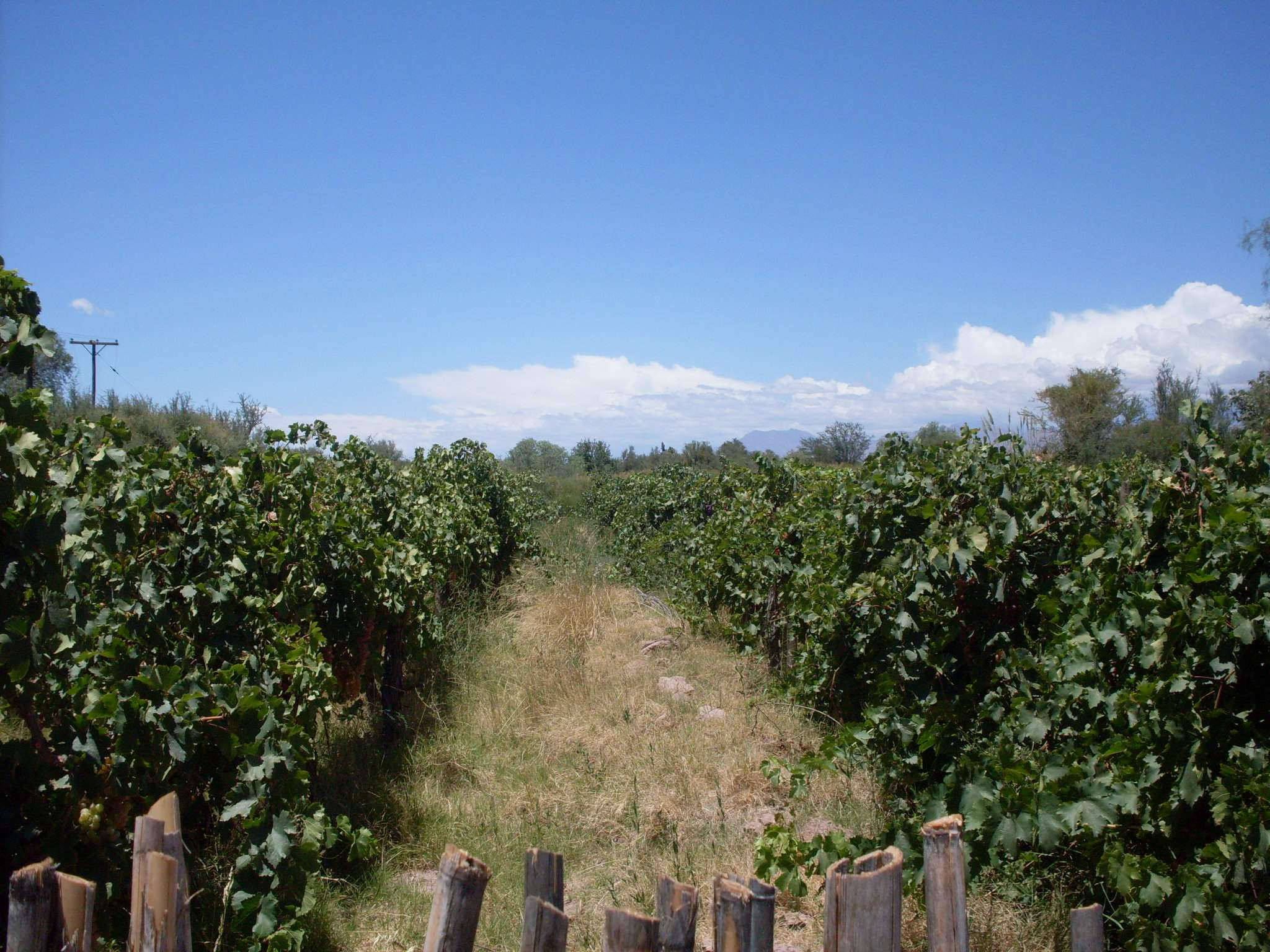
Vinodling i Fiambalá.
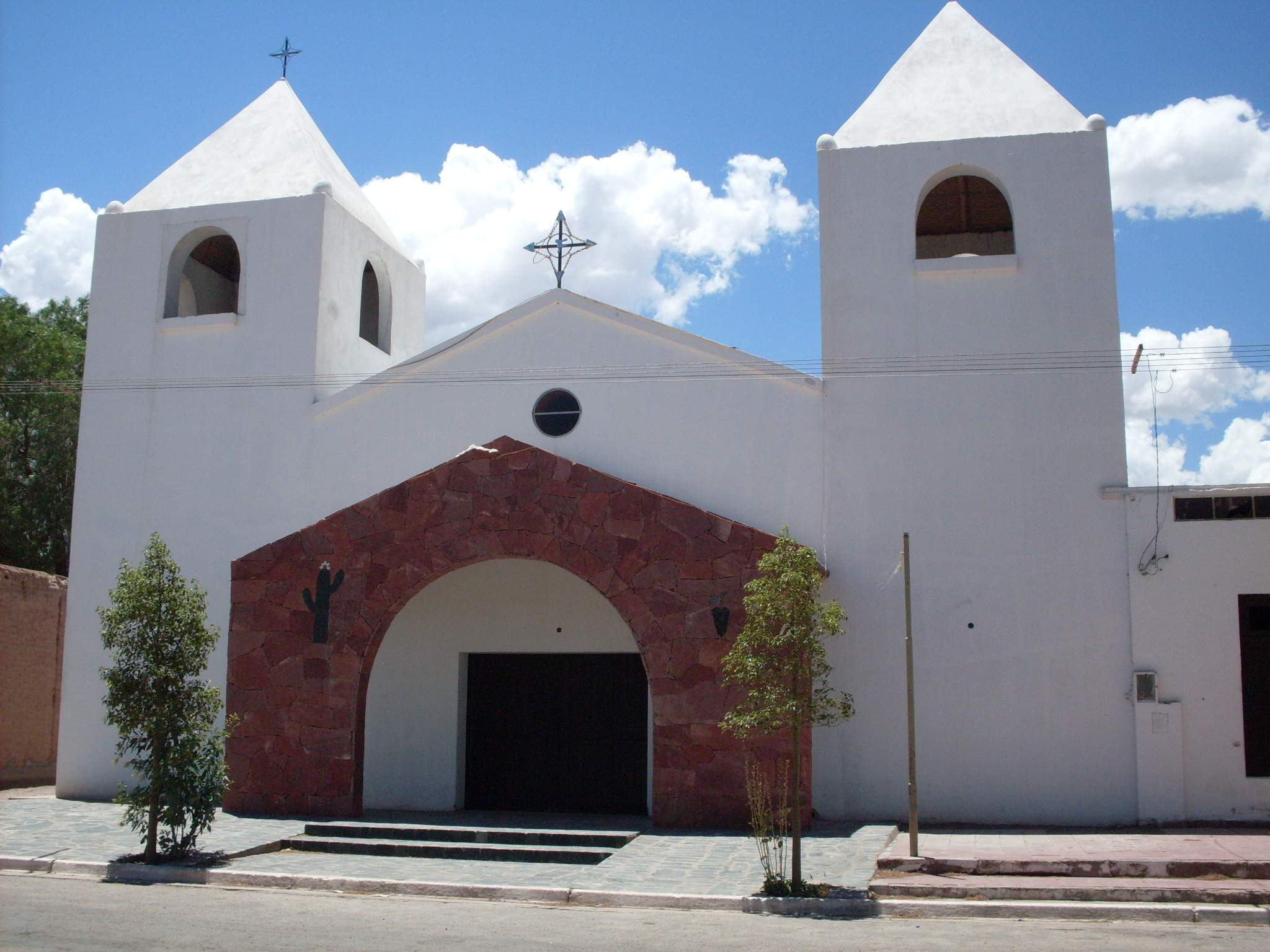
Kyrkan i Fiambalá.
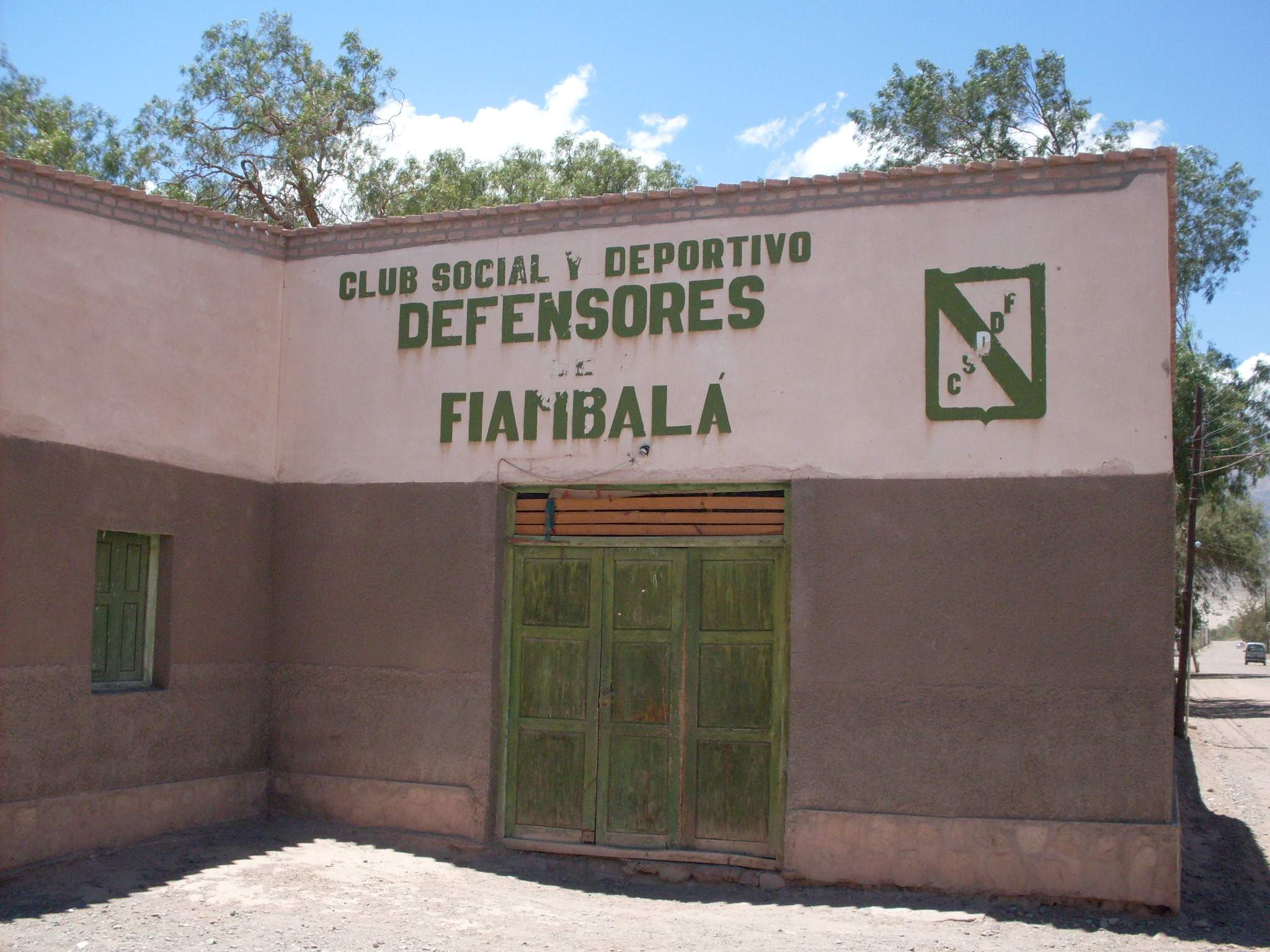
Fiambalá idrottsklubb.